# Bratislava
Bratislava (tot 1919 Nederlands: Presburg; Duits: Pressburg of Preßburg; Hongaars: Pozsony; Slowaaks: Prešporok) is de hoofdstad en grootste stad van de Slowaakse Republiek en tevens de hoofdstad van de Regio Bratislava. De stad ligt in het uiterste zuidwesten van het land, aan weerszijden van de Donau, aan de linkeroever van de rivier de Morava en aan de voet van de Kleine Karpaten. Bratislava telt circa 475.000 inwoners. Ze grenst in het westen aan Oostenrijk en in het zuiden aan Hongarije, wat de stad de enige hoofdstad ter wereld maakt die grenst aan twee soevereine staten. Vandaag de dag is Bratislava het politieke, culturele en economische centrum van het land dat in snel tempo moderniseert. De stad is de zetel van de Slowaakse regering, de Nationale Raad van de Slowaakse Republiek, de President van Slowakije, het Hooggerechtshof van Slowakije en die van vele anderen organisaties en bedrijven. Voor een periode van meer dan 200 jaar, van 1536 tot 1783, was Bratislava het bestuurlijke centrum en de hoofdstad van het Koninkrijk Hongarije. De stad is cultureel zeer divers en en heeft een vrij grote Hongaarse minderheid bestaande uit circa 15.000 personen.

## Naam
De naam Bratislava dateert uit 1919. Aanvankelijk heette de stad in het Slowaaks Prešporok, een naam die was ontleend aan het Oud-Duitse Preslavasburch, dat later Pressburg en Preßburg werd. In het Hongaars heet de stad van oudsher Pozsony, een naam die op het Latijnse Posonium terug te voeren is. Een andere oude naam is Istropolis, naar de Griekse naam voor de Donau (Ister). Toen Bratislava in 1919 Tsjecho-Slowaaks werd, werd de stad omgedoopt in Bratislava. Het voorgestelde Wilsonovo Mesto (Wilsonstad, naar de Amerikaanse president Wilson) haalde het niet.

## Geschiedenis

### Onder de Hongaarse kroon
Al in het neolithicum wonen er mensen rond de burchtheuvel, voor de komst van de Hongaren woonden er Romeinen en Moraviërs. Vratislav, vorst van Groot-Moravië bouwde een houten verdedigingsmuur rond de burchtheuvel. 
In 907 kwamen burcht en omgeving na de Slag bij Pressburg in handen van Hongarije, dat er zijn meest westelijke steunpunt van maakte. In een oud geschrift is te lezen dat Koning Stefanus I van Hongarije een derde van de tolinkomsten van de stad schonk aan de Abdij van Pannonhalma. Dit wordt in 1137 nogmaals bevestigd door Koning Béla II van Hongarije, de plaats wordt dan Castrum Posonium genoemd.
In de dertiende eeuw werd nederzetting bij de burcht als stad modern gereorganiseerd door daartoe aangeworven immigranten uit Duitse landen (vooral uit Beieren en Oostenrijk), de eerste stadsrechten, ontving ze van Árpádkoning Andreas III van Hongarije in 1291. Het kerkelijk bestuur was in handen van voornamelijk Oostenrijkers en Bohemers; de stadsregering bestond uit autochtonen en Oostenrijkers. De adel was Hongaars. De bestuurstalen waren Latijn en na het midden van de 14de eeuw in toenemende mate Duits. Tsjechisch, Slowaaks en Hongaars speelden daarnaast en kleine rol. Ze kreeg in 1405 het privilege om een Koninklijke vrijstad te worden van Koning Sigismund van Hongarije en schonk haar in 1436, een eigen stadswapen en liet hij bijvoorbeeld eerder, de Sigismundspoort, een Gotische toegangspoort, optrekken bij de burcht van de stad.  
Koning Matthias van Hongarije stichtte hier in 1467 een van de eerste Midden-Europese universiteiten, de Academia Istropolitana, die echter een kort leven beschoren was. In 1914 kreeg de stad opnieuw een universiteit, maar deze verhuisde in 1921 naar Boedapest en later naar Pécs. Vandaag de dag is de Comeniusuniversiteit de belangrijkste universiteit van Bratislava.

### Onderdeel van Koninklijk Hongarije (Habsburgs Hongarije)
Sinds Boeda in 1541 in Turkse handen was gekomen, werden de Hongaarse koningen hier gekroond (1563-1830), en tot 1848 zouden hier in Pozsony de rijksdagen van het koninklijk Hongaarse parlement plaatsvinden. Daarna nam Boedapest zijn oude plaats weer in, en viel de stad terug tot provinciehoofdstad. De culturele en economische invloed van het nabijgelegen Wenen was overigens minstens zo groot als de politieke dominantie van Boedapest. Vanaf 1780 wordt de burcht van de stad niet meer gebruikt door de keizer, er wordt onder andere een priesteropleiding gevestigd in het gebouw. Vanaf dan begint het verval van de burcht. Als Napoleon de stad in zowel 1806 als in 1809 veroverd gaat de burcht uiteindelijk in 1811 in vlammen op. Het zou tot 1953 duren voordat ze weer in oude glorie wordt hersteld. 
In 1780 verschijnt in het toenmalige Pressburg/Pozsony het eerste Hongaarstalige dagblad; Magyar Hírmondó. Al in 1788 wordt de uitgave weer gestaakt. In 1840 wordt vanuit de stad de eerste paardentram van Hongarije geopend. Na 1848 zou Hongaars het tot dan gebruikelijke Duits geleidelijk gaan vervangen als bestuurstaal, en in 1866 werd het Hongaars de enig toegestane officiële taal. 

### Onderdeel van Oostenrijk-Hongarije
De bevolking is aan het eind van de 19e eeuw veelal tweetalig, Duits en Hongaars. Er leven ook veel Joden in de stad die meer en meer overgaan op het verhongaarsen van hun familienamen. De nationalistische sfeer komt tot uitdrukking in de verwijdering van het standbeeld van Johann Nepomuk Hummel, befaamd componist, geboortig uit Pressburg. Hij werd te Duits en Oostenrijks bevonden en in 1904 komt op zijn sokkel Sándor Petőfi te staan, een Hongaarse nationale held. In het laatste Hongaarse decennium wordt nog een nieuwe Hongaarse universiteit opgericht (1912) die in 1919 ook weer verdween samen met Petőfi. Zij passen niet in het nieuwe Tsjechoslowakije en de universiteit verhuist met haar professoren naar Pécs. De Universiteit van die stad is daarmee haar rechtsopvolger.

### Onder Tsjechoslowaaks bestuur
De Eerste Wereldoorlog eindigde met een nederlaag voor Oostenrijk-Hongarije. Met het Verdrag van Trianon kwam Pressburg onder de naam Bratislava aan de nieuw gevormde republiek Tsjecho-Slowakije. In aantal waren Slowaken steeds een minderheid gebleven; pas in de jaren dertig zouden zij onder de noemer "Tsjecho-Slowaken" een meerderheid bereiken, overigens niet zonder grote aantallen Tsjechen die hier door de centrale regering in Praag als ambtenaren werden aangesteld. De ambtenaren en de gezeten burgers waren tot aan die tijd Hongaars, maar de meerderheid van de Presburgers sprak eeuwenlang Duits of Jiddisch, ook al liet zij zich na 1919 opportunistisch toenemend als Slowaak registreren. Presburg was een belangrijk Joods centrum.
In 1939 werd Bratislava de hoofdstad van de Slowaakse marionettenrepubliek onder Josef Tiso, die zich had mogen uitroepen na de Duitse annexatie van Tsjecho-Slowakije. De regering van Tiso stelde zich op als bondgenoot van de As-machten Duitsland en Italië en moest daarvoor betalen met de afstand van de zuidelijke landsdelen aan de andere bondgenoot Hongarije, gebieden die in meerderheid door Hongaren werden bevolkt. In samenwerking met de SS voerde het regime alleen al uit de stad 15.000 joodse burgers weg naar Auschwitz. In 1945 verscheen het Rode Leger en Bratislava kwam na de communistische machtsovername in 1947, vlak achter het IJzeren Gordijn, in het weer verenigde Tsjecho-Slowakije te liggen. 
In 1948 werd het grootste deel van de Hongaarse bevolking van de stad uitgewezen in het kader van de Tsjechoslowaaks-Hongaarse bevolkingsruil.
De stad onderging ten behoeve van de massale bevolkingstoeloop uit westelijk Slowakije grote stadsuitbreidingen in socialistische stijl en werd de derde stad van het land (na Praag en Brno).

### Hoofdstad van Slowakije
In 1993 verwierf Bratislava voor de derde keer de status van hoofdstad, ditmaal van de nieuwe Slowaakse Republiek. De Slowaakse regering en volksvertegenwoordiging zijn er gevestigd.

## Bevolking
De stad Bratislava heeft qua bevolkingssamenstelling en bevolkingsgroei de afgelopen eeuw grote veranderingen meegemaakt. In 1900 was het nog een tweetalig Duits-Hongaarstalige stad. Na 1920 ontwikkelde Bratislava zich tot een in meerderheid Tsjechisch- of Slowaakssprekende stad. Na 1945 werd ze zeer overwegend Slowaakstalig.
- In 1910 werd de bevolking naar moedertaal geteld. Van de 78.223 gaven zich 32.790 (42%) op als Duitstalig en een kwart daarvan was Jiddischtalig. Niet correct leven zij in de statistieken ook als 'Duitsers' voort. Voorts woonden 31.705 Hongaren (41%), 11.673 Slowaken (15%), 351 Kroaten, 33 Roma, en 1.671 overigen in de stad. De Joden verdeelden zich onder de Duitsers en de Hongaren. In toenemende mate kozen zij voor die laatste nationaliteit waardoor - statistisch althans - het Hongaarse bevolkingsdeel tussen 1880 en 1910 sterk was toegenomen. In 1920 werd de bevolking naar nationale gezindheid geteld en kwamen de Joden - als zij daarvoor kozen - als eigen nationaliteit in de statistiek tot uitdrukking.
- In 1991 was de bevolking 442.197, hiervan vormden de Slowaken met 401.848 personen 91% van de bevolking, De Hongaren waren met 20.312 personen (5%), de Tsjechen met 9.965 personen(2%).
- In 2001 was het bevolkingsaantal 428.672 waarvan naar eerste taal Slowaken 391.761 (91,4%), 16.451 Hongaren (3,8%), 7.972 Tsjechen (1,9%), 1.200 Duitsers, 461 Roethenen, 452 Oekraïners en 417 Roma waren.
- In 2011 was het bevolkingsaantal 411.288 waarvan nationale identiteit Slowaken 373.571 (90,8%), 14.119 Hongaren (3,4%), 5.445 Tsjechen (1,3%) en de rest uit overige bevolkingsgroepen bestond.

### Historische bevolkingssamenstelling
| Ontwikkeling van de bevolkingssamenstelling van Bratislava (binnen de grenzen van de stad in dat jaar): | Ontwikkeling van de bevolkingssamenstelling van Bratislava (binnen de grenzen van de stad in dat jaar): | Ontwikkeling van de bevolkingssamenstelling van Bratislava (binnen de grenzen van de stad in dat jaar): | Ontwikkeling van de bevolkingssamenstelling van Bratislava (binnen de grenzen van de stad in dat jaar): | Ontwikkeling van de bevolkingssamenstelling van Bratislava (binnen de grenzen van de stad in dat jaar): | Ontwikkeling van de bevolkingssamenstelling van Bratislava (binnen de grenzen van de stad in dat jaar): |
| jaar | Slowaken                                                                                                | Tsjechen                                                                                                | Duitsers                                                                                                | Hongaren                                                                                                | Joden                                                                                                   |
| --- | --- | --- | --- | --- | --- |
| 1850 | 18% | onbekend                                                                                                | 75% | 7,5% | onbekend                                                                                                |
| 1880 | 8% | onbekend                                                                                                | 68% | 8% | 16% |
| 1910 | 14,92%                                                                                                  | onbekend                                                                                                | 41,92%                                                                                                  | 40,53%                                                                                                  | onbekend                                                                                                |
| 1919 | 33% | onbekend                                                                                                | 36% | 29% | onbekend                                                                                                |
| 1930 | 33% | 23% | 25% | 16% | 3,83%                                                                                                   |
| 1940 | 49% | onbekend                                                                                                | 20% | 9,53%                                                                                                   | 8,78%                                                                                                   |
| 1961 | 95,15%                                                                                                  | 4,61%                                                                                                   | 0,52%                                                                                                   | 3,44%                                                                                                   | 0% |
| 1970 | 92% | 4,6% | 0,5% | 3,4% | 0% |
| 1991 | 93,39%                                                                                                  | 2,47%                                                                                                   | 0,29%                                                                                                   | 4,6% | 0% |
| 2001 | 91,39%                                                                                                  | 2% | 0,28%                                                                                                   | 3,84%                                                                                                   | 0% |

### Hongaarse gemeenschap
De Hongaarse gemeenschap van Bratislava maakte historisch gezien ongeveer 10 procent van de veelal Duitstalige stadsbevolking uit. Tot in de 19e eeuw was het toenmalige Pressburg / Pozsony zelfs de hoofdstad van Hongarije. In 1910 was ongeveer 41 procent van de bevolking Hongaarstalig. Na 1920 kwam het Hongaars in de verdrukking en in 1948 verlieten veel Hongaren gedwongen de stad tijdens de Tsjechoslowaaks-Hongaarse bevolkingsruil. Begin 21e eeuw vormen de Hongaren een kleine minderheid. Terwijl voor 1919 het onderwijs vrijwel geheel in het Hongaars werd gegeven, is er nu nog één Hongaarstalige basisschool + gymnasium, (Duna Utcai Magyar Tannyelvű Alapiskola és Gimnázium). Verder is er in de stad een Hongaars-gereformeerde kerk. In aantallen liep het aantal Hongaren in 100 jaar terug van 31.705 personen in 1910 naar 14.119 in 2011. Tijdens de laatste volkstelling in Slowakije (2021) gaven 11.297 inwoners van de stad aan te behoren tot de Hongaarse minderheid. Qua moedertaal (Hongaars) was het aantal 11.958 personen.

## Districten

De stad Bratislava bestaat uit de volgende vijf districten:
- Okres Bratislava I (de oude stad)
- Okres Bratislava II (oost)
- Okres Bratislava III (noord; nieuwe stad)
- Okres Bratislava IV (west)
- Okres Bratislava V (zuid; overzijde van de Donau)

De districten zijn weer onderverdeeld in verschillende gemeenten die elk een eigen gemeenteraad en gekozen burgemeester kennen.
In totaal bestaat de stad Bratislava uit 17 gemeenten (stadsdelen). De grootste is Petrzalka met circa 120.000 inwoners.

## Stadsbeeld
De Burcht van Bratislava (Bratislavský hrad) is het symbool van de stad: dit hoekige gebouw ligt aan de westkant van het centrum, op een heuvel boven de Donau.
In het oude stadshart (Staré Mesto) zijn schilderachtige straten en pleinen behouden gebleven. De bouwwijze is die van de Oostenrijkse zo men wil Habsburgse barok. Opvallend is de Michaeltoren in barokstijl, die deel uitmaakt van de oude stadsmuur. De Martinsdom is de grootste kerk in de stad: hier werden eeuwenlang de koningen van Hongarije en Oostenrijk gekroond. Een belangrijk gebouw is ook het Primatiaal Paleis, waar Frankrijk en Oostenrijk na de Slag bij Austerlitz in 1805 de Vrede van Presburg tekenden.
Bratislava is ook een stad met veel naoorlogse uitbreidingen in socialistische standaardbouw. Het opvallendste voorbeeld is het stadsdeel Petržalka (vroeger het dorp Engerau), dat op de andere Donauoever ligt. Tussen de beide oevers van de Donau ligt onder andere de befaamde Most SNP brug.

In de 21e eeuw zijn verschillende vooruitstrevende projecten opgezet in de stad, met in het oog springend het vernieuwde zakendistrict Sky Park Bratislava en Eurovea. Daarnaast hebben verscheidene plannen gezorgd voor een beter gebruik van de rivier de Donau, met een tussen het zakendistrict en de rivier in gelegen gebied van verschillende horecagelegenheden.

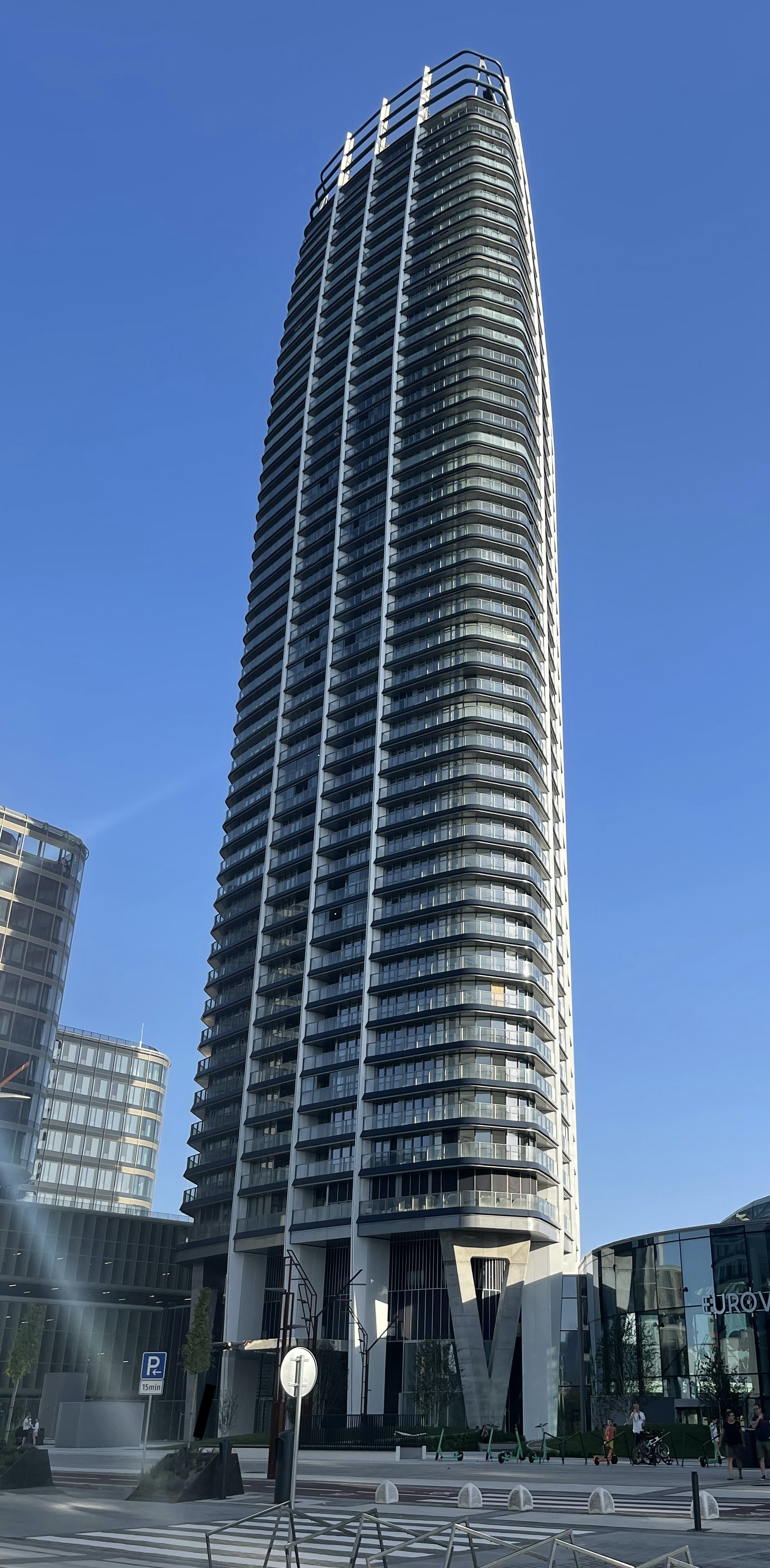
Wolkenkrabber in Bratislava

## Vervoer
Het stedelijk openbaar vervoer in Bratislava is in handen van het gemeentelijk vervoerbedrijf Dopravný podnik Bratislava en omvat bussen, trams en trolleybussen.
Bratislava hlavná stanica en Bratislava-Petržalka zijn de voornaamste treinstations van de stad en verbinden Bratislava met de rest van het land en verscheidene buitenlandse bestemmingen.
Ongeveer negen kilometer van het stadscentrum bevindt zich de luchthaven M. R. Štefánika, die jaarlijks circa twee tot drie miljoen reizigers verwerkt. Het is de grootste en drukste luchthaven van Slowakije. De luchthaven verbindt de hoofdstad met onder andere Londen, Rome, Stockholm en Warschau en is bereikbaar met eigen vervoer, taxi en bus.

## Muziek
Bratislava is van oudsher een centrum van klassieke muziek, opera en eigentijdse klassieke muziek. Componisten die in Bratislava gewoond en gewerkt hebben zijn onder meer Johann Nepomuk Hummel, Peter Machajdík, Petr Kolman, Ladislav Kupkovič en Vladimír Godár.

## Sport
Voetbal is een belangrijke sport in Bratislava. Slovan Bratislava is de meest succesvolle voetbalclub van Bratislava en speelt haar wedstrijden in Štadión Pasienky. De club won in 1969 de Europacup II en is meervoudig kampioen van zowel Tsjecho-Slowakije als Slowakije. Ook FK Inter Bratislava en FC Petržalka 1898 werden kampioen van Slowakije.
Bratislava was in 1959, 1992, 2011 en 2019 speelstad voor het Wereldkampioenschap ijshockey. De Samsung Aréna is het belangrijkste ijshockeystadion van de stad. Daar speelt HC Slovan Bratislava haar wedstrijden voor de Russische Kontinental Hockey League.

## Stedenbanden
Bratislava onderhoudt sinds het genoemde jaar vriendschappelijke betrekkingen met de volgende zustersteden:
- 1962  Perugia (Italië)
- 1967  Ljubljana (Slovenië)
- 1969  Kiev (Oekraïne)
- 1974  Krakau (Polen)
- 1976  Turku (Finland)
- 1989  Bremen (Duitsland)
- 1991  Rotterdam (Nederland)
- 1993  Wenen (Oostenrijk)

## Galerij

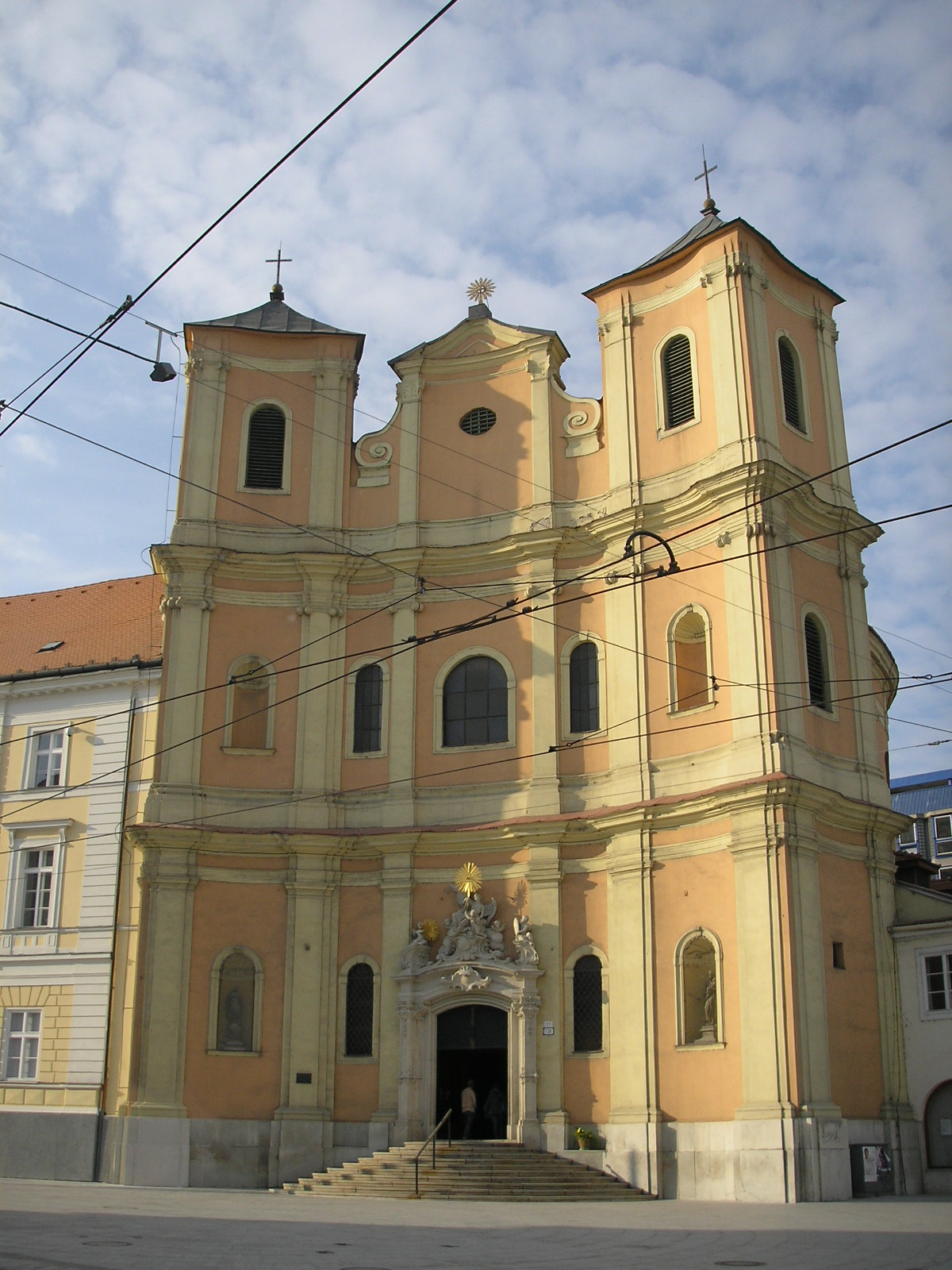
Trinitárov klooster
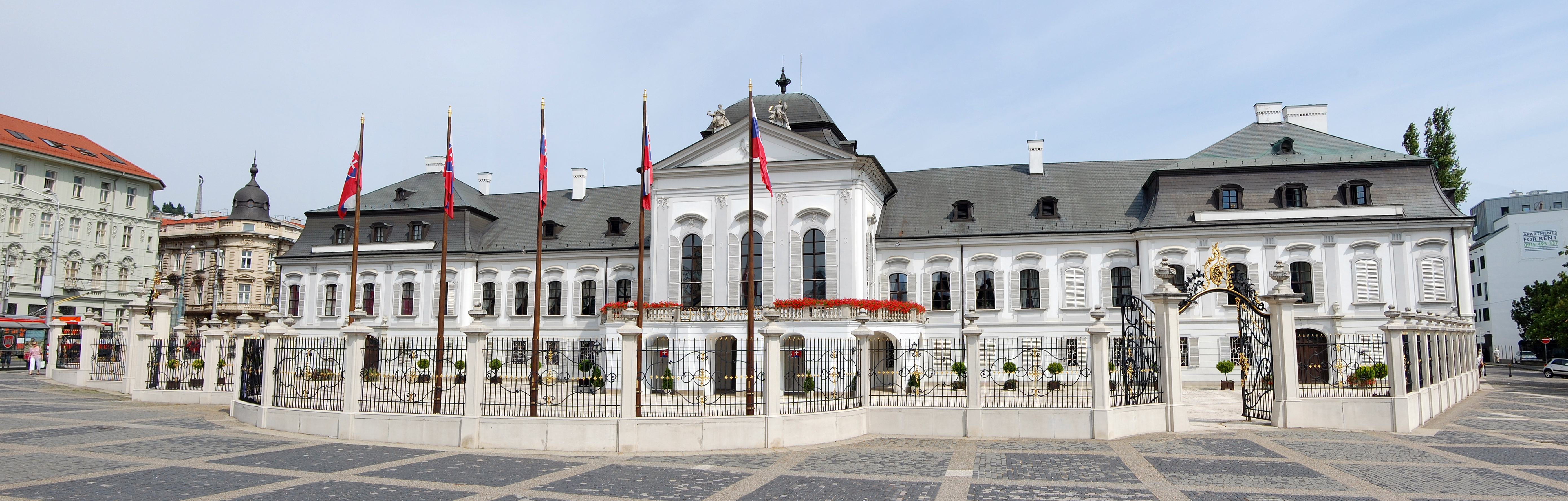
Presidentieel paleis
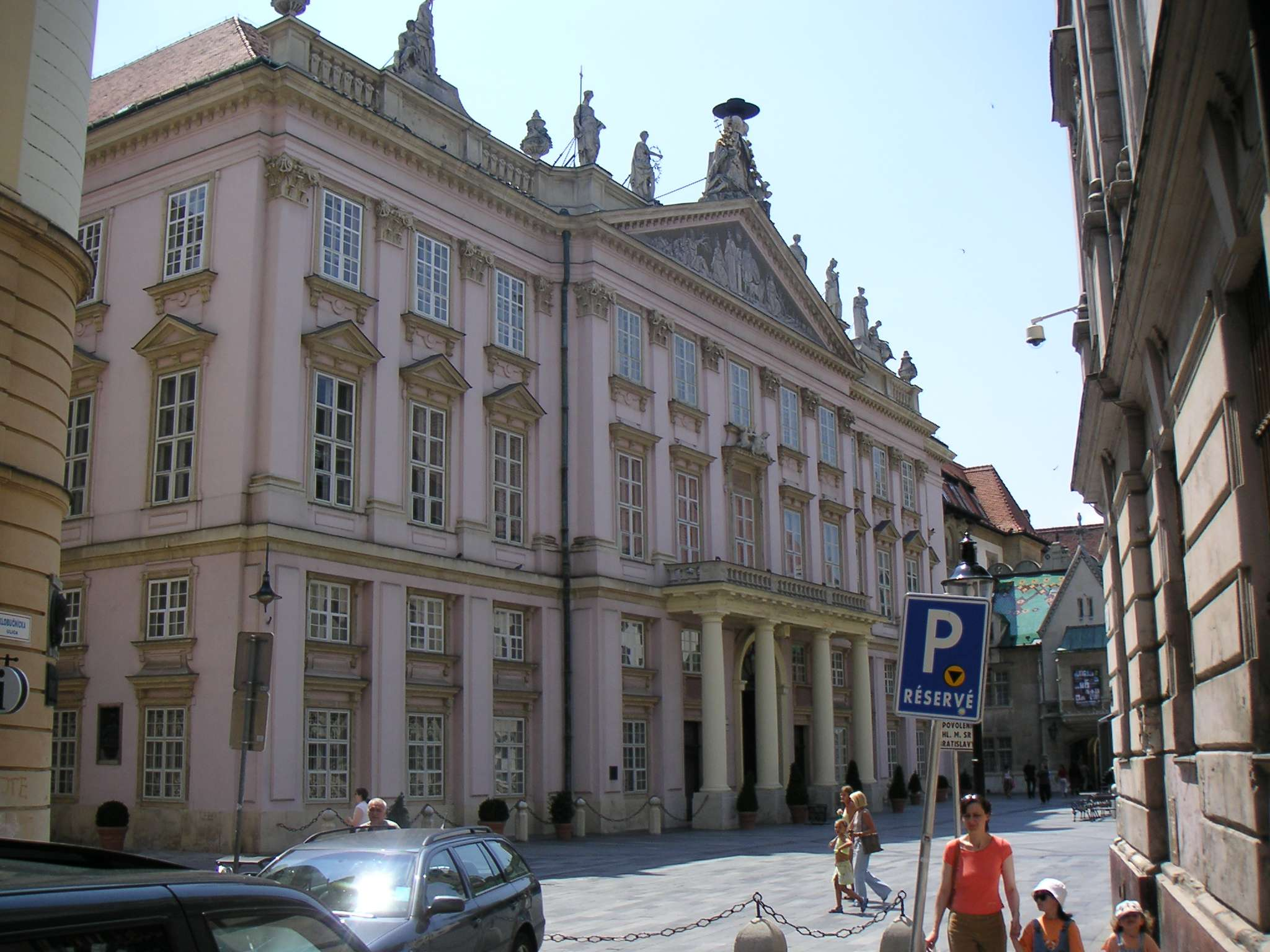
Aartsbisschoppelijk paleis
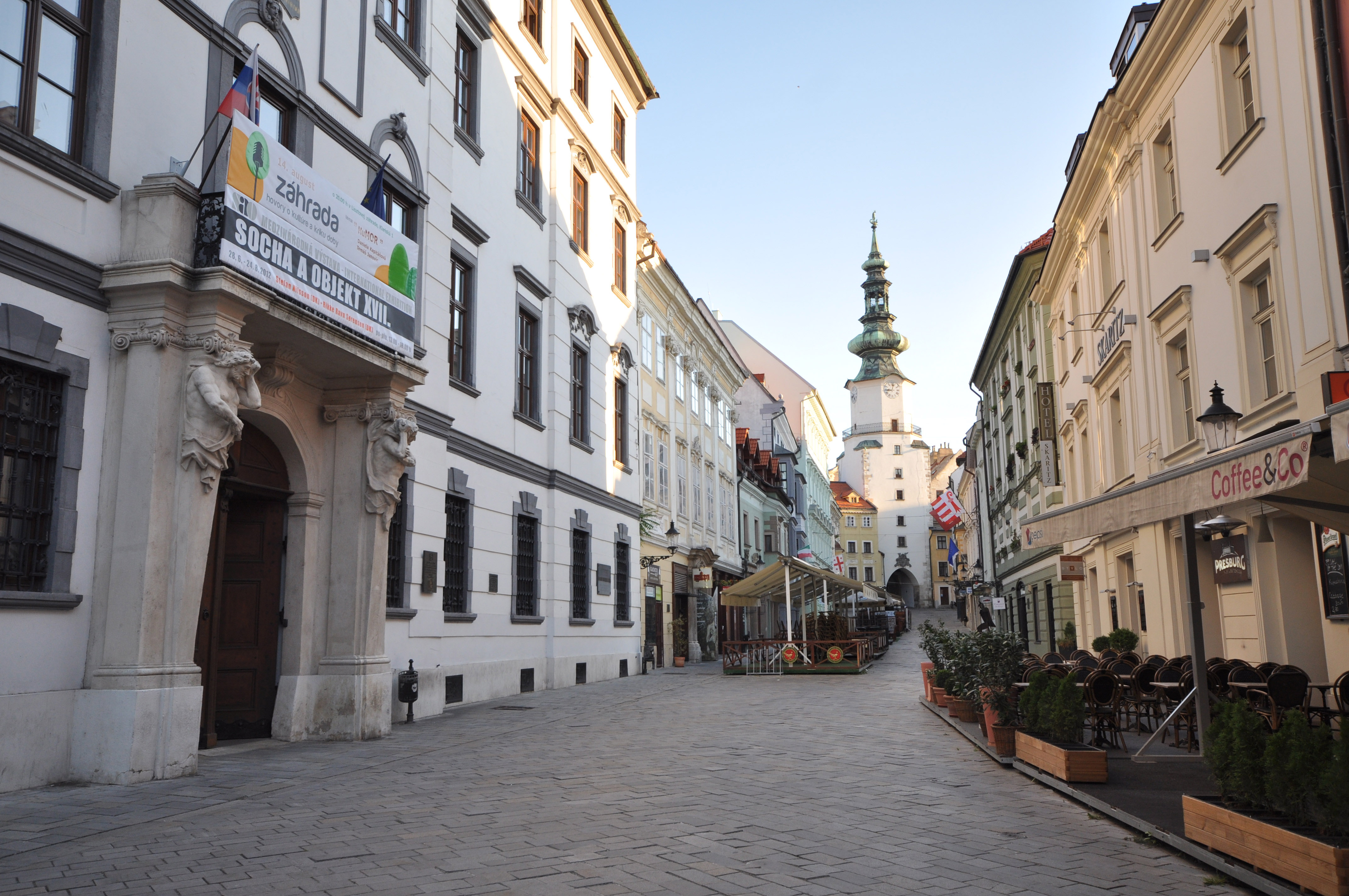
Michalská brána (stadspoort)
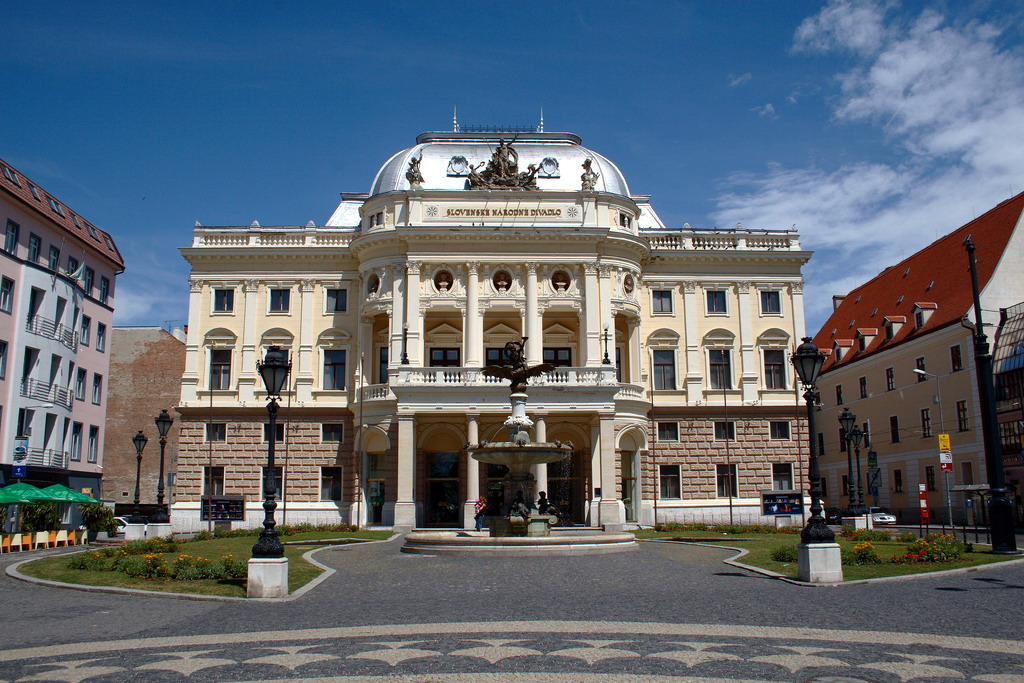
Slowaaks nationaal theater
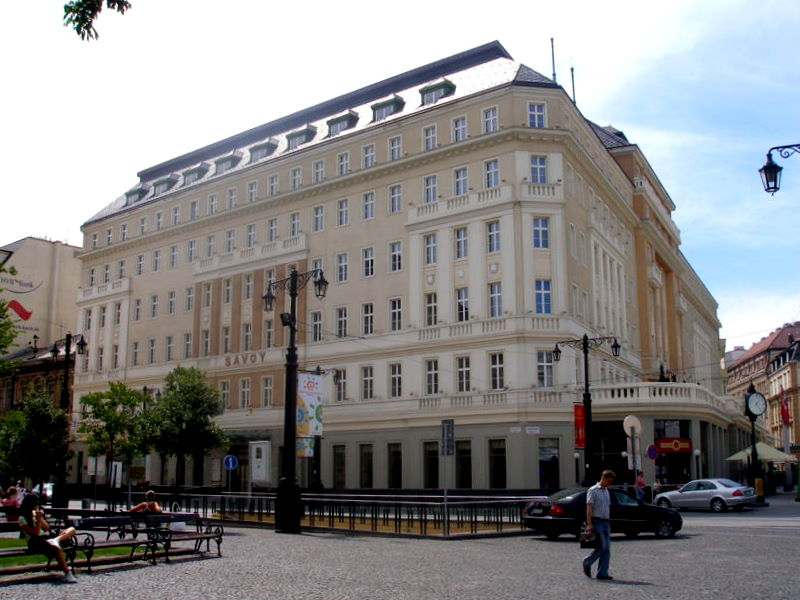
Hotel Carlton
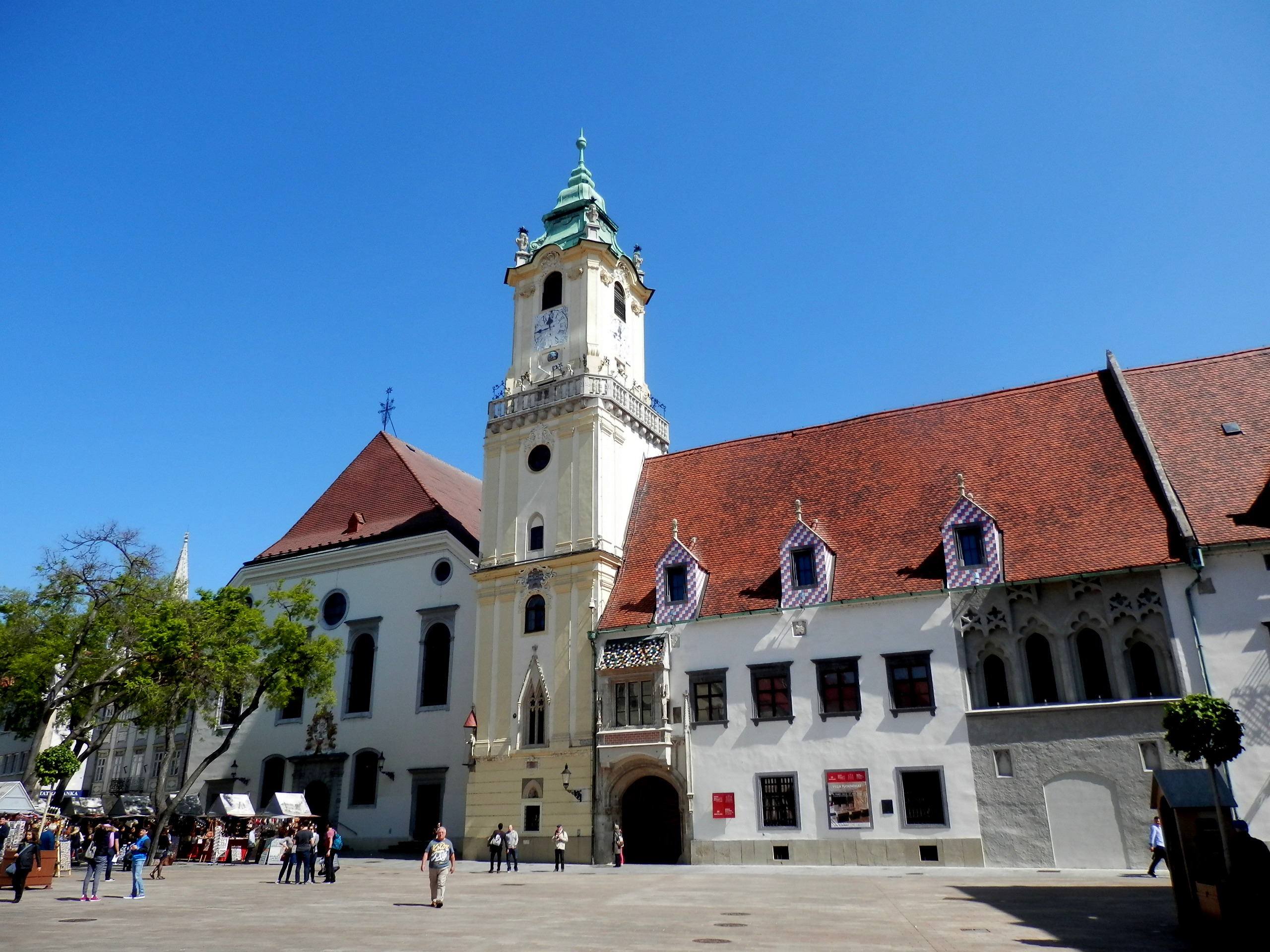
Stará radnica
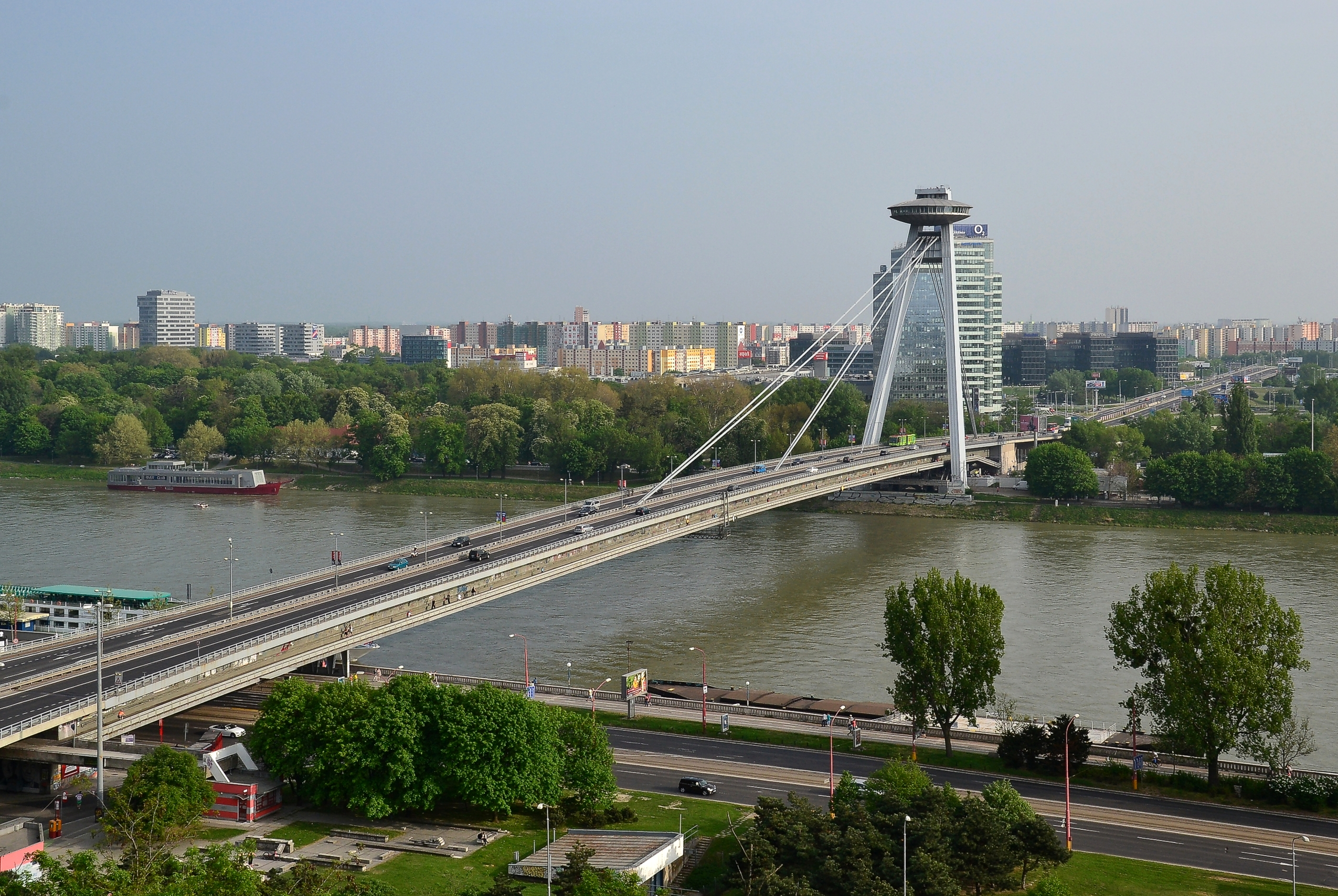
Most SNP
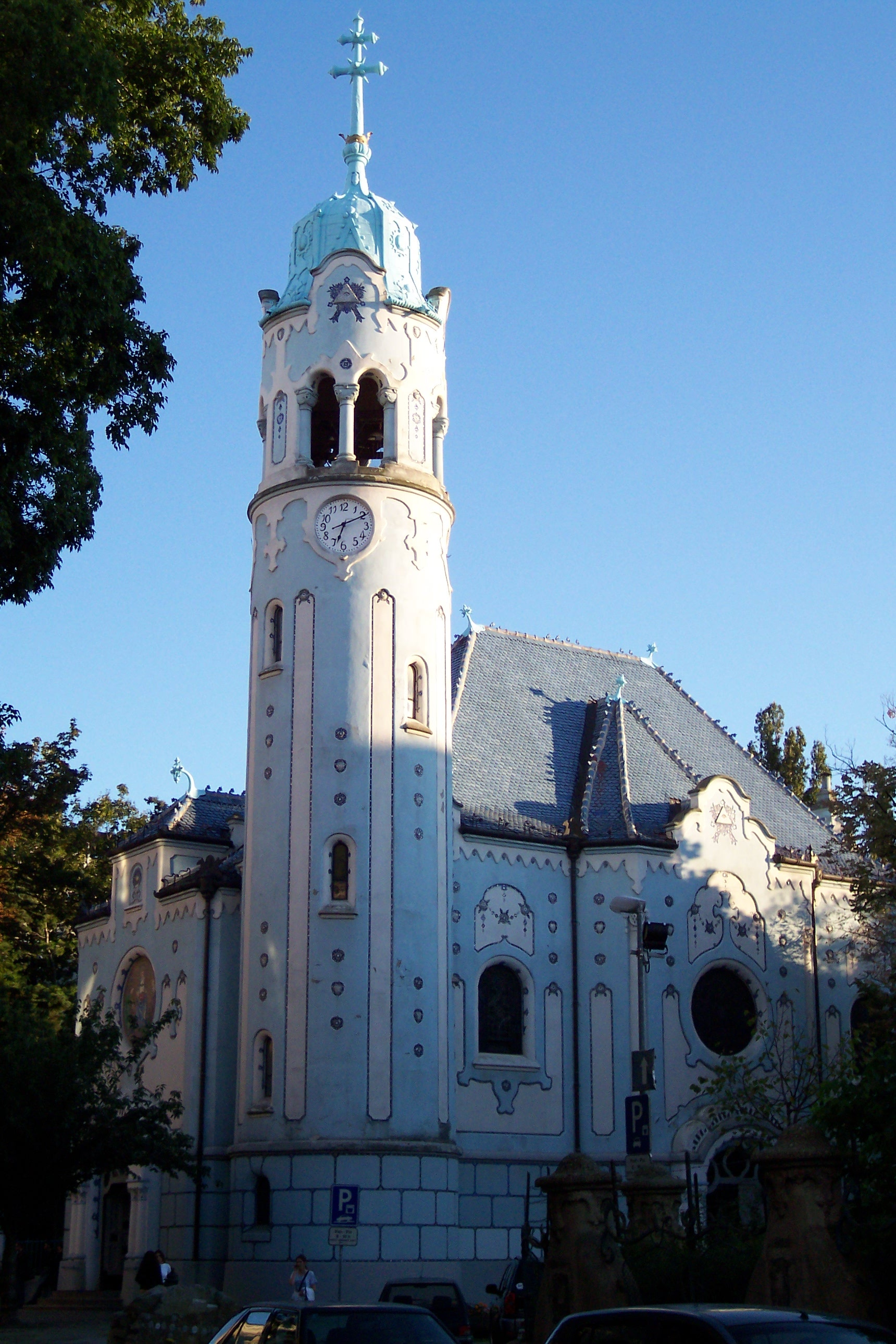
St. Elisabethkerk of Blauwe kerk

Districten: Bratislava I · Bratislava II · Bratislava III · Bratislava IV · Bratislava V

Stadsdelen: Čunovo · Devín · Devínska Nová Ves · Dúbravka · Jarovce · Karlova Ves · Lamač · Nové Mesto · Petržalka · Podunajské Biskupice · Rača · Rusovce · Ružinov · Staré Mesto · Vajnory · Vrakuňa · Záhorská Bystrica
Banská Bystrica · Bardejov · Bratislava · Humenné · Komárno · Košice · Levice · Liptovský Mikuláš · Martin · Michalovce · Nitra · Nové Zámky · Poprad · Považská Bystrica · Prešov · Prievidza · Ružomberok · Spišská Nová Ves · Trenčín · Trnava · Žilina · Zvolen